# Seznam avstralskih divizij prve svetovne vojne
Seznam avstralskih divizij prve svetovne vojne.
- 1. divizija (Avstralija)
- 2. divizija (Avstralija)
- 3. divizija (Avstralija)
- 4. divizija (Avstralija)
- 5. divizija (Avstralija)
- 6. divizija (Avstralija)
- novozelandska in avstralska divizija
- Anzac konjeniška divizija
- Avstralska konjeniška divizija